# 曲苑杂坛
《曲苑杂坛》曾是中央电视台综艺频道的一个曲艺类节目，在当时也曾受观众欢迎，而后也对此增加了一些节目板块，但该节目已于2011年停播。

## 主题曲
选自由王晓作词，王莉作曲的同名歌曲。曲苑杂坛片头曲因简洁的歌词点明节目的主题，传唱度高受到了很多观众的欢迎。
- 歌词如下：

相声、小品、魔术杂技，评书、笑话、说唱艺术，
东西南北中，君请看，曲苑杂坛，曲苑杂坛。

## 相关节目
- 我爱满堂彩
- 周末喜相逢、笑星大联盟
- 综艺大观、欢乐中国行
- 演艺竞技场、综艺喜乐汇
- 快乐驿站
- 电视书场
- 东西南北中、想挑战吗？、我要上春晚
- 星光大道
- 艺览天下
- 2002年中国中央电视台春节联欢晚会、2007年中国中央电视台春节联欢晚会、2010年中国中央电视台春节联欢晚会、2011年中国中央电视台春节联欢晚会

## 引用来源
1. ↑  汪文华. . 曲艺. 2011, (1): 44.
2. ↑  陈连升. . 曲艺. 2018, (1): 68.